# Centre d'Interpretació Viure al Poble
El Centre d'Interpretació Viure al Poble és un museu de Masdenverge, ubicat a l'edifici Masdeverge Actiu, depenent del Museu de les Terres de l'Ebre.
Mostra la diversitat d'espais naturals del municipi, les formes de vida tradicionals vinculades als masos i a l'agricultura, tant de secà com de regadiu, que es troben en l'origen del poble. En una segona part de l'exposició permanent s'explica com es va configurar el nucli urbà i com la història i el veïnatge han configurat una manera de viure al poble.
L'equipament es complementa amb una sala d'exposicions temporals i disposa d'un punt d'informació turística i un punt BTT.